# Kolonie Langehorst
Kolonie Langehorst ist ein Wohnplatz der Gemeinde Calvörde, Sachsen-Anhalt.

## Lage
Die Kolonie liegt ca. 1 Kilometer westlich vom Kämkerhorst und ca. 8 Kilometer Luftlinie nordwestlich vom Calvörder Ortskern entfernt. Langehorst liegt an der Ohre und ist die westlichste der Calvörder Kolonien im Drömling. Nördlich liegt die Kolonie Werder im Altmarkkreis Salzwedel und die Ohre im Ostern liegt der Kämkerhorst und Piplockenburg und im Süden liegt der Mittellandkanal.

## Geschichte
Bis zum 31. Dezember 2009 war die Kolonie Langehorst ein Wohnplatz der ehemaligen Gemeinde Mannhausen.